# غيئوليم
غيئوليم (بالعبرية: גְּאֻלִים‏) هو موشاف في وسط إسرائيل. يقع ِفي سهل شارون بالقرب من نتانيا، ويقع ضِمن نطاق مجلس ليف هشارون الإقليمي. في 2019، بلغ عدد سكانه 968.

## التاريخ
تأسست غيئوليم في 17 نوفمبر 1938 كبرج ومستوطنة من قبل لاجئين يهود من ألمانيا النازية، وكان يُطلق عليها في البداية اسم «بني غيئوليم».
في عام 1945، انتقل السكان إلى كفر يديديا، بينما استقر في المنطقة أعضاء من منظمة تلمون للمهاجرين اليمن. وقاموا بتغيير الاسم إلى تلمون-غيئوليم، وبعد ذلك إلى غيئوليم فقط.
خلال الحرب العربية الإسرائيلية عام 1948 احتلتها القوات العربية بشكل مؤقت.